# Luis Fermín Santamaría Pino
Luis Fermín Santamaría Pino (Calabozo) Médico cirujano, docente universitario y político de Venezuela. Fue el primer Alcalde electo democráticamente de su ciudad natal "La Villa de Todos los Santos de Calabozo".
Ejerció la Primera Magistratura del Municipio Francisco de Miranda del Estado Guárico y posteriormente resultó elegido Diputado al Congreso de la República por la organización política Acción Democrática. Como profesional de la medicina, se desempeñó como Jefe del Servicio de Cirugía del Hospital General de Calabozo, cargo que combinó hasta su jubilación con el nombramiento de Profesor en la Escuela de Medicina de la Universidad Nacional Experimental de los Llanos Centrales Rómulo Gallegos.
Fue hijo de Don José Santamaría y Doña Ana Pino. 
- Datos: Q5983391